# Sayeret Matkal
Sayeret Matkal (heb.: סיירת מטכ"ל, hrv.: Izvidnica Glavnog stožera) je specijalna postrojba Izraelskih obrambenih snaga. Sayeret Matkal je zadužen za dubinsko izviđanje i prikupljanje informacija iza neprijateljskih linija, protuterorističke operacije i spašavanje talaca. Sayeret Matkal je ustrojen po uzoru na britanski Special Air Service (SAS) od koga je preuzeo i moto: "Who dares, wins" (Tko se odvaži, pobjeđuje). 
Sayeret Matkal je pod izravnim zapovjedništvom Amana, izraelske vojne obavještajne službe i smatra se najelitnijom postrojbom izraelske vojske.

## Poznate operacije
- Operacija Entebbe, operacija oslobađanja zatočenih taoca sa zračne luke Entebbe u Ugandi.

## Poznati pripadnici
- Ehud Barak, izraelski premijer, načelnik Glavnog stožera OS
- Avi Dichter, ravnatelj Shabaka
- Benjamin Netanyahu, izraelski premijer
- Yonatan Netanyahu, poginuo u operaciji spašavanja taoca u Operaciji Entebbe kao zapovjednik izraelskih specijalaca

## Unutarnje poveznice
- Aman, izraelska vojna obavještajna služba
- Izraelske obrambene snage, izraelske oružane snage